# Desider Aranyi

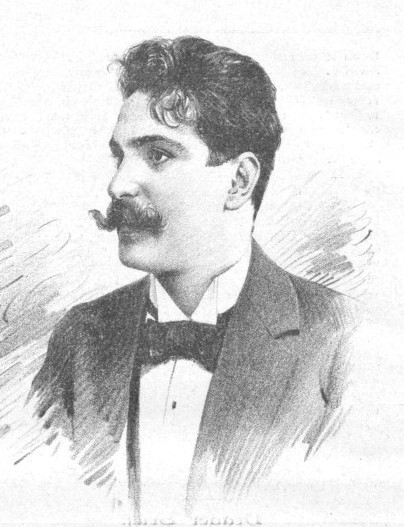
Desider Arányi im Jahre 1894

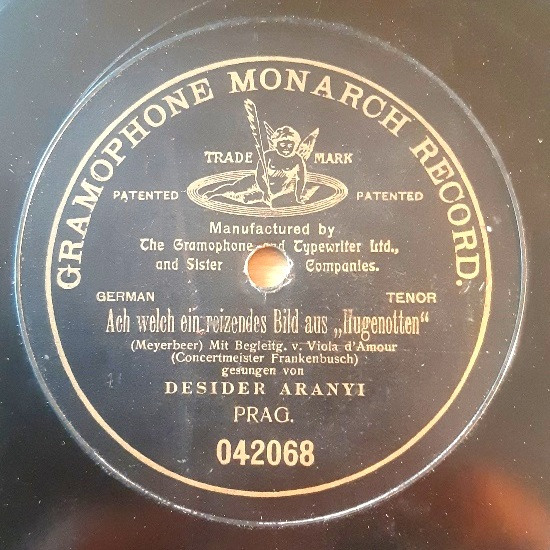
Schallplatte von Dezső Arányi (Prag 1903)

Desider Arányi, auch Dezső Arányi, eigentlich Dezső Goldberger (18. August 1868 in Szatmárnémeti, Ungarn – 1923 in Pesterzsébet, Ungarn) war ein ungarischer Opernsänger (Tenor).

## Leben
Arányi, Sohn eines jüdischen Kantors, hat schon mit sechs Jahren unter der Leitung seines Vaters in der Synagoge gesungen. Erzbischof Lajos Haynald, von der schönen Stimme des jungen Mannes entzückt, ließ ihn von Gesangsmeister Imre Belovics, Direktor der Musikfreunde in Budapest, ausbilden. 1890 versuchte er sich zum ersten Mal auf der Bühne und zwar am Stadttheater in Brünn. Dort wurde er als „primo tenoro assoluto“ engagiert. Von dort kam er zu Direktor Engel an das Kroll’sche Theater (1892/93). Seine schöne Stimme fiel dem damals bekannten Impresario Piontelli auf, und dieser verpflichtete ihn für das Skalatheater in Mailand. Bevor Arányi daselbst auftrat, genoss er noch längere Zeit den Unterricht des Gesangsmeisters Rossi, bei dem er sechs Monate hindurch nur die Partie des „Des Grieux“ in Manon studierte. Endlich debütierte er in Genua, und zwar mit so durchschlagendem Erfolg, dass die Oper 100 Mal en suite gegeben werden konnte. Arányi hat zwei Jahre unter der Leitung von Piontelli in Italien zugebracht. Zu dieser Zeit suchte Direktor Arthur Nikisch in Budapest einen ersten Tenor, und da er von Arányi und seinen Erfolgen gehört hatte, ließ er ihn kommen und am 4. April 1893 als „Des Grieux“ dort debütieren. Nach Schluss des Gastspiels wurde der Künstler auf sechs Jahre engagiert. Den letzten Schliff seiner Stimme erhielt er von Gesangsmeister Quirino Merli. Am 7. Juni 1900 hatte er seinen letzten Auftritt in Budapest und ging dann auf Ruf des Direktors Max Hofpaur an das Theater des Westens nach Berlin. Bei einer Gastspielreise in Holland wurde er enthusiastisch gefeiert, in Utrecht verlieh ihm der Senat in der Öffentlichkeit einen Lorbeerkranz. 1901 nahm er an den Mozartfestspielen in Salzburg teil. Von 1902 bis 1904 war Arányi am Deutschen Landestheater in Prag engagiert. Hier sang er 1903 den Pedro in der Uraufführung der Oper „Tiefland“ von Eugen d’Albert. Ab 1904 sang er erneut an der Budapester Oper. Gastspiele führten ihn 1900 an das Opernhaus von Frankfurt am Main, 1903 an die Hofoper Wien, 1903 und 1904 Dresden, 1904 Berlin, 1905 an die Wiener Volksoper sowie erneut nach Holland und auch nach Norwegen.
Verheiratet war er mit Emilie Lange.
Arányi hinterließ u. a. Schallplatten auf G&T (Prag 1903), Zonophone (Budapest 1905) sowie Favorite (Budapest 1905).